# Пашковка (Киевская область)
Пашко́вка (укр. Пашківка) — село, входит в Бучанский район Киевской области Украины.
Население по переписи 2001 года составляло 775 человек. Почтовый индекс — 08062. Телефонный код — 4578. Занимает площадь 0,36 км². Код КОАТУУ — 3222786501.

## Местный совет
08062, Київська обл., Макарівський р-н, с. Пашківка, вул. Леніна, 5